# Maria Gambarelli
Maria Gambarelli (La Spezia, 7 aprile 1900 – Huntington, 4 febbraio 1990) è stata una ballerina e attrice statunitense di origine italiana.

## Biografia
I suoi genitori emigrarono con lei e la sorella Eole a New York nei primi anni del Novecento e Maria frequentò dal 1908 la scuola di danza del Metropolitan, debuttando come schiava etiope nell'Aida di Verdi. Nel 1914 divenne la sostituta della prima ballerina del Metropolitan, l'italiana Rosina Galli. Vedendosi chiusa dalla Galli la possibilità di ulteriore carriera, lasciò il Metropolitan nel 1915 entrando nel Capitol Theatre dove si esibì in spettacoli di contorno alla proiezione dei film. Negli anni venti, col soprannome di Gamby, partecipò anche al programma radiofonico Roxy's Gang, dove cantava canzoni italiane, e diresse poi le Gamby's Girls, un gruppo di sedici ballerine.
Nel 1935 fu a Hollywood per partecipare a tre film, dove si esibiva in altrettanti balletti. Qui conobbe lo sceneggiatore Edward Fenton, e lo sposò. Nel 1937 tornò in Italia per recitare nel film di Enrico Guazzoni Il dottor Antonio, tratto dal romanzo di Giovanni Ruffini, la parte della protagonista.
Tornata negli Stati Uniti, divenne nel 1939 coreografa e prima ballerina del Metropolitan, posto che tenne fino al 1941. Fu poi direttrice di una compagnia di danza. Nel 1955 tornò ancora in Italia per partecipare a due film, Il principe dalla maschera rossa e Le amiche di Antonioni.
Sua sorella, col nome di Eole Galli (1901–1958), ebbe una brevissima carriera di attrice.

## Filmografia
- La festa di Santa Barbara (1935)
- Canto d'amore (1935)
- Hooray for Love (1935)
- Il dottor Antonio (1937)
- Il principe dalla maschera rossa (1955)
- Le amiche (1955)